# Julio Hormiga
Julio Alberto González Hormiga (Santa Cruz de Tenerife, Provincia de Santa Cruz de Tenerife, España, 30 de marzo de 1985) es un exfutbolista español. Jugaba de medio. Fue internacional español sub-17, 19 y 20.

## Biografía
Debutó en Segunda División en el año 2002 con el Club Deportivo Tenerife. En julio del años 2008 fichó por un recién ascendido a la categoría, la SD Huesca, club con el que firmó un contrato de dos años pero una lesión de rodilla nuevamente provocó que tras el reconocimiento médico, el contrato quedara invalidado.

## Clubes
| Club           | Categoría          | Año       | Part. | Goles |
| -------------- | ------------------ | --------- | ----- | ----- |
| C. D. Tenerife | Segunda división B | 2003-2004 | 23    | 5     |
| C. D. Tenerife | Segunda división   | 2003-2004 | 36    | 6     |
| C. D. Tenerife | Segunda división   | 2004-2005 | 38    | 7     |
| C. D. Tenerife | Segunda división   | 2005-2006 | 34    | 10    |
| C. D. Tenerife | Segunda división   | 2006-2007 | 33    | 9     |
| C. D. Tenerife | Segunda división   | 2007-2008 | 35    | 11    |